# Zalesie (Toruń)
Pour les articles homonymes, voir Zalesie.
Zalesie est un village de Pologne situé en Couïavie-Poméranie, dans le Powiat de Toruń et dans le gmina (commune) de Chełmża.